# Francis de Winton

Francis de Winton

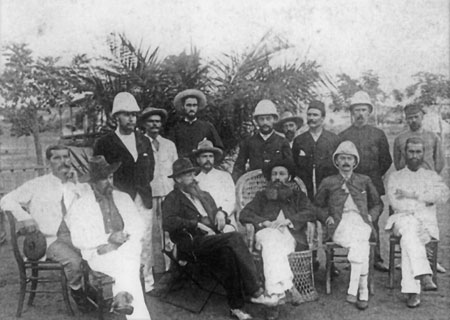
In de beginfase was slechts een handvol mensen verantwoordelijk voor het plaatselijk bestuur van de Vrijstaat. In het midden, in de rieten zetel, gouverneur-generaal Camille Janssen. Links van hem zit sir Francis de Winton, de administrateur-generaal die op 1 juli 1885 officieel de onafhankelijkheid van de nieuwe staat proclameerde. Foto genomen in Vivi in 1886.

Francis Walter de Winton (Pitsford, 21 juni 1835 – Llyswen, 16 december 1901) was een officier in het Britse leger en koloniaal bestuurder in de Onafhankelijke Congostaat.

## Carrière
De Winton kreeg zijn opleiding aan de Military Academy van Woolwich en nam op 11 april 1854 dienst in de artillerie. Hij vocht in de Krimoorlog en was aanwezig bij de Belegering van Sebastopol. Van 1878 tot 1883 was hij secretaris van John Campbell, de gouverneur-generaal van Canada. Daarna werd hij gerekruteerd door koning Leopold II van België, die hem administrateur-generaal maakte van de Association internationale du Congo en vervolgens van de Onafhankelijke Congostaat. Het was Francis de Winton die de soevereiniteit ervan uitriep tijdens een korte ceremonie in Vivi.
In 1887 leidde hij een expeditie tegen de Yoni van West-Afrika. Hij sloeg hun verzet neer en werd Companion of the Order of the Bath. In 1889 zond de Britse regering hem als commissaris naar Swaziland. Van mei 1890 tot juni 1891 was hij nog gouverneur van de Imperial British East Africa Company. Hij nam er ontslag en werd in januari 1892 penningmeester van Albert Victor van Clarence. Na de vroege dood van de hertog trad hij in dienst van de Duke and Duchess of York.